# Con chi viaggi
Con chi viaggi è un film italiano del 2022 diretto dal duo YouNuts!. È un remake del film spagnolo del 2021 Con quién viajas, inedito in Italia.

## Trama
Un'app di viaggi, gestita male dal proprietario Paolo, fa sì che quattro sconosciuti di Roma si ritrovino a viaggiare nella stessa macchina di servizio trasporti, in direzione di Gubbio. Sarà un viaggio pieno di imprevisti.

## Produzione
Gli YouNuts!, al loro terzo lungometraggio dopo Sotto il sole di Riccione e ...altrimenti ci arrabbiamo!. Il film è stato girato in varie location umbre tra cui Trevi, Narni, la cascata delle Marmore e Gubbio.

## Distribuzione
Il film viene distribuito nelle sale cinematografiche il 23 maggio 2022. Il 6 giugno successivo viene mandato in onda anche su Sky Cinema.